# باسالوتسو
باسالوتسو (به ایتالیایی: Basaluzzo) یک کومونه در ایتالیا است که در استان آلساندریا واقع شده‌است.

## خصوصیات
باسالوتسو ۱۵٫۲ کیلومترمربع مساحت و ۱٬۹۳۵ نفر جمعیت دارد و ۱۴۹ متر بالاتر از سطح دریا واقع شده‌است.